# La Neuville-lès-Dorengt
 La Neuville-lès-Dorengt  es una población y comuna francesa, en la región de Picardía, departamento de Aisne, en el distrito de Vervins y cantón de Le Nouvion-en-Thiérache.

## Demografía
| 522 | 561 | 528 | 650 | 789 | 743 | 813 | 790 | 821 | 836 | 814 | 761 | 742 | 757 | 751 | 729 | 682 | 690 | 625 | 561 | 424 | 414 | 455 | 465 | 453 | 440 | 453 | 414 | 383 | 381 | 359 | 348 | 376 |
| Para los censos de 1962 a 1999 la población legal corresponde a la población sin duplicidades (Fuente: INSEE [Consultar]) |     |     |     |     |     |     |     |     |     |     |     |     |     |     |     |     |     |     |     |     |     |     |     |     |     |     |     |     |     |     |     |     |